# سلعة الموز
سُلعة الموز هو نوع من الفطريات في الفصيلة المراسيمية. أنواعه مسببات الأمراض النباتية المسؤولة عن مرض نبات الموز الموجود في جزر الهند الغربية. العلاج الوحيد المعروف هو إزالة وحرق النباتات المريضة.
توجد هذه الفطريات أيضًا في ماليزية وهاواي وتَيوان وكُستَريكة. وصف علميًا أول مرة في عام 1869.